# Г.Е.Р.Б.И.
Г.Е.Р.Б.И. (англ. H.E.R.B.I.E.), расшифровывается как Гуманоидный Экспериментальный Робот Б-типа с Интегрированной Электроникой (англ. Humanoid Experimental Robot, B-type, Integrated Electronics) — вымышленный робот, появляющийся в американских комиксах издательства Marvel Comics. Первоначально был создан для мультсериала «Фантастическая четвёрка» 1978 года, а затем был интегрирован в комиксы. Наиболее известен как союзник, а иногда и участник Фантастической четвёрки.

## Создание и концепция
В 1978 году, во время производства мультсериала «Фантастическая четвёрка», создатели не могли использовать персонажа Человека-факела, поскольку права на него находились у Universal Pictures, которая разрабатывала телевизионный фильм про персонажа, однако тот так и не был выпущен. Существовал миф согласно которому Факела заменили из-за опасений, что дети могут попытаться подражать ему, поджигая себя, однако его опровергли.
Для того, чтобы сформировать полноценный квартет, Стэн Ли предложил создать четвёртого участника в лице милого робота-помощника, нарисовать которого было поручено художнику Дэйву Кокраму. Тем не менее, Кокраму настолько не понравилась идея, что в конце концов его заменил Джек Кирби, первый иллюстратор комиксов про Фантастическую четвёрку, рисовавший команду с 1961 года. Это была последняя работа Кирби для Marvel.
В мультсериале «Фантастическая четвёрка» Г.Е.Р.Б.И. озвучил Фрэнк Уэлкер. Вскоре после премьеры мультсериала сценарист Марв Вольфман и художник Джон Бирн разработали сольную серию про робота-помощника. По сюжету, Фантастическая четвёрка подписала контракт на использование своих образов в мультсериале. Поскольку Человек-факел отсутствовал в этот момент, четвёртым участником команды в мультсериале стал Г.Е.Р.Б.И., чья внешность была смоделирована с реально существующего изобретения Рида Ричардса.

## История публикаций
Первое появление Г.Е.Р.Б.И. в комиксах состоялось в Fantastic Four #209 (Август 1979), где сценарист Марв Вольфман и художник Джон Бирн адаптировали персонажа из мультсериала.
Впоследствии персонаж появлялся в: Fantastic Four #210-213 (Сентябрь-декабрь 1979), #215-217 (Февраль-апрель 1980), #242 (Май 1982), #244 (Июль 1982), Fantastic Four #3 (Март 1998), Marvel Holiday Special (2004), Exiles #72 (Январь 2006), Fantastic Four #534 (Март 2006), X-Men #181 (Март 2006), Franklin Richards One Shot (Апрель 2006), X-Men/Runaways #1 (Май 2006), The Sensational Spider-Man #25 (Июнь 2006), Fantastic Four: A Death in the Family (Июль 2006), Franklin Richards: Super Summer Spectacular (Сентябрь 2006), Franklin Richards: Happy Franksgiving! (Январь 2007), Franklin Richards: Monster Mash (Ноябрь 2007), Franklin Richards: Fall Football Fiasco! (Январь 2008).
Г.Е.Р.Б.И. был включён в All-New Official Handbook of the Marvel Universe A-Z #5 (2006).
Также он появился в All-New, All-Different Black Knight #1 в 2015 году.

## Биография
Мистер Фантастик создал Г.Е.Р.Б.И. с помощью мастера Ксара из Ксандарии, используя его компьютерные технологии, чтобы ускорить вычисления, когда он находился вдали от компьютеров Здания Бакстера. Рид Ричардс продолжал использовать способности Г.Е.Р.Б.И., однако робот время от времени демонстрировал необъяснимы признаки автономии. В то время как робот продолжал успешно обманывать членов Фантастической четвёрки, Существо продолжал не доверять ему.
Вскоре Г.Е.Р.Б.И. атаковал Фантастическую четвёрку, начав с Невидимой леди. Выяснилось, что он содержал в себе сознание доктора Сана, которое тот загрузил в робота во время его создания с помощью ксандарских компьютеров. Одолев большую часть команды, доктор Сан загрузил себя в компьютеры здания Бакстера, чтобы получить больше мощности. Рид отключил системы здания, чтобы остановить доктора Сана, и, освободившись от влияния злодея, Г.Е.Р.Б.И. спас Четвёрку и уничтожил себя вместе с Саном.
С тех пор Рид Ричардс использовал внешний вид и дизайн Г.Е.Р.Б.И. в других роботах и, что более важно, в качестве лица и голоса компьютерной системы нового Здания Бакстера. В Marvel Knights Fantastic Four Г.Е.Р.Б.И. выполнял роль опекуна Франклина и Валерии Ричардс.

## Альтернативные версии

### Ultimate Marvel
Во вселенной Ultimate Marvel версии Г.Е.Р.Б.И. появляются в виде пронумерованной серии небольших парящих роботов-помощников, а также нескольких огромных дронов-охранников, похожих на меха.

## Вне комиксов

### Телевидение
- Г.Е.Р.Б.И. является одним из главных героев мультсериала «Фантастическая четвёрка» 1978 года, где его озвучил Фрэнк Уэлкер[11].
- Сэм Винсент озвучил Г.Е.Р.Б.И. в мультсериале «Фантастическая четвёрка: Величайшие герои мира» 2006 года[11], где он является суперкомпьютером, который присматривает за лабораторией Рида Ричардса.
- В мультсериале «Супергеройский отряд» 2009 года Г.Е.Р.Б.И. озвучила Тара Стронг[11].
- Г.Е.Р.Б.И. эпизодически появляется в эпизоде «Династия Канг» мультсериала «Мстители: Величайшие герои Земли» 2010 года.
- Г.Е.Р.Б.И. фигурирует в мультсериале «Великий Человек-паук» 2012 года в эпизоде «Веном».

### Кино
- Деактивированный Г.Е.Р.Б.И. появляется в расширенной версии фильма «Фантастическая четвёрка» 2005 года[12].
- Г.Е.Р.Б.И. появился в фильме «Фантастическая четвёрка: Первые шаги» (2025), действие которого разворачивается в «Кинематографической вселенной Marvel»[13].

### Видеоигры
- Г.Е.Р.Б.И. появляется в игре Marvel Heroes 2013 года.
- Г.Е.Р.Б.И. появляется в виртуальном пинболе Fantastic Four из серии Pinball FX 2, выпущенного Zen Studios.
- Г.Е.Р.Б.И. — игровой персонаж в Lego Marvel Super Heroes 2013 года[14], где его вновь озвучила Стронг[11].

## Восприятие
Screen Rant поместил Г.Е.Р.Б.И. на 9-е место среди «10 альтернативных членов Фантастической четвёрки».